# 弗略特马宁站
弗略特马宁站（德語：U-Bahnhof Fröttmaning）是慕尼黑地铁6号线位于施瓦宾-弗莱曼的一座车站，是慕尼黑地铁6号线弗略特马宁区间车的终点站。地铁站毗邻安联球场，每当拜仁慕尼黑主场有比赛，或球場舉辦重要歐洲或國際賽事的时候，地铁6号线变得拥挤不堪，有些情况下，慕尼黑公共交通公司会增加地铁班次或是安排临时接驳大巴以缓解拥堵现象。